# Ciclismo ai Giochi della XXXII Olimpiade
Le gare di ciclismo ai Giochi della XXXII Olimpiade si svolsero tra il 24 luglio e l'8 agosto 2021 in quattro sedi diverse: il velodromo di Izu per il ciclismo su pista, l'Izu MTB Course per la mountain bike, l'Ariake Urban Sports Park per la BMX, un percorso stradale con partenza dal parco Musashino-no-mori e arrivo al circuito del Fuji per le corse in linea del ciclismo su strada e la zona del circuito del Fuji per le prove a cronometro.
Rispetto al programma dei Giochi Olimpici del 2016 furono aggiunte le prove dell'americana nel ciclismo su pista e della BMX freestyle.

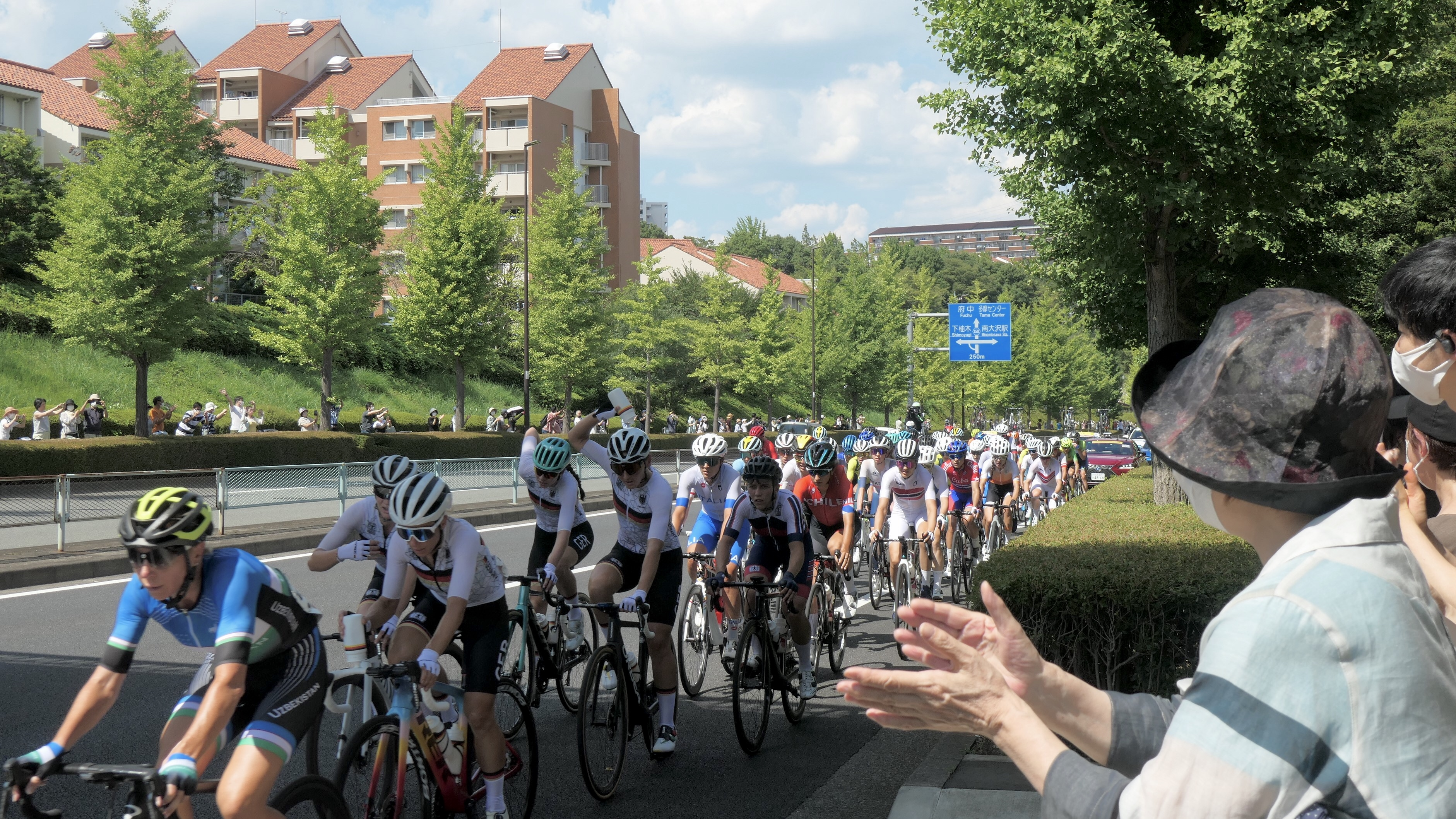
Ciclismo su strada

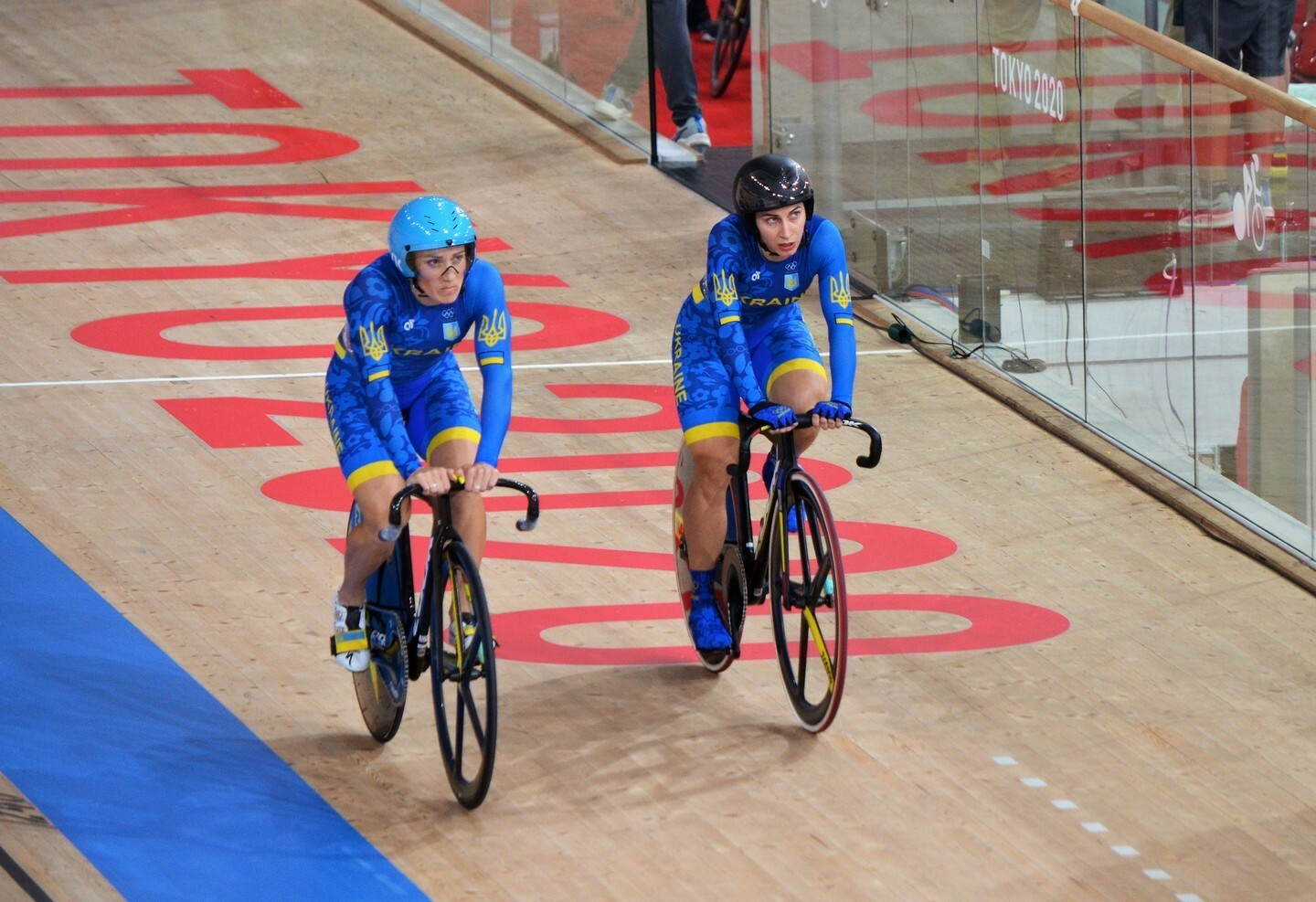
Ciclismo su pista

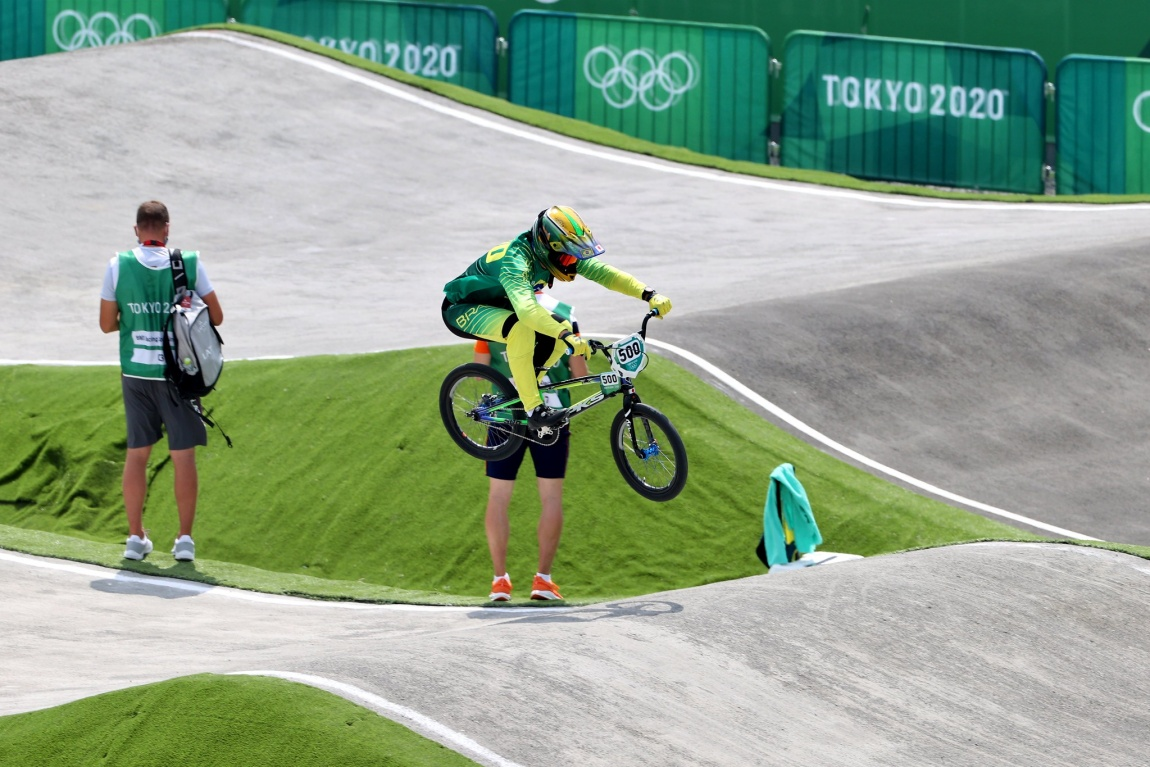
BMX

## Calendario
| P | Batterie/Preliminari | ¼ | Quarti di finale | ½ | Semifinali | F | Finale |

| Evento↓/Data →           | Sab 24 | Dom 25 | Lun 26 | Mar 27 | Mer 28 | Gio 29 | Gio 29 | Ven 30 | Sab 31 | Dom 1 |
| ------------------------ | ------ | ------ | ------ | ------ | ------ | ------ | ------ | ------ | ------ | ----- |
| BMX                      |        |        |        |        |        |        |        |        |        |       |
| BMX freestyle maschile   |        |        |        |        |        |        |        |        | P      | F     |
| BMX freestyle femminile  |        |        |        |        |        |        |        |        | P      | F     |
| BMX maschile             |        |        |        |        |        | ¼      | ½      | F      |        |       |
| BMX femminile            |        |        |        |        |        | ¼      | ½      | F      |        |       |
| Mountain bike            |        |        |        |        |        |        |        |        |        |       |
| Cross country maschile   |        |        | F      |        |        |        |        |        |        |       |
| Cross country femminile  |        |        |        | F      |        |        |        |        |        |       |
| Ciclismo su strada       |        |        |        |        |        |        |        |        |        |       |
| Corsa in linea maschile  | F      |        |        |        |        |        |        |        |        |       |
| Cronometro maschile      |        |        |        |        | F      |        |        |        |        |       |
| Corsa in linea femminile |        | F      |        |        |        |        |        |        |        |       |
| Cronometro femminile     |        |        |        |        | F      |        |        |        |        |       |

| Data →                           | Lun 2 | Lun 2 | Lun 2 | Mar 3 | Mar 3 | Mar 3 | Mer 4 | Mer 4 | Mer 4 | Gio 5 | Gio 5 | Gio 5 | Gio 5 | Ven 6 | Ven 6 | Ven 6 | Sab 7 | Sab 7 | Sab 7 | Dom 8 | Dom 8 | Dom 8 | Dom 8 |
| Evento ↓                         | P     | P     | P     | P     | P     | P     | P     | P     | P     | P     | P     | P     | P     | P     | P     | P     | P     | P     | P     | M     | M     | M     | M     |
| -------------------------------- | ----- | ----- | ----- | ----- | ----- | ----- | ----- | ----- | ----- | ----- | ----- | ----- | ----- | ----- | ----- | ----- | ----- | ----- | ----- | ----- | ----- | ----- | ----- |
| Keirin maschile                  |       |       |       |       |       |       |       |       |       |       |       |       |       |       |       |       | P     | P     | P     | ¼     | ½     | F     | F     |
| Americana maschile               |       |       |       |       |       |       |       |       |       |       |       |       |       |       |       |       | F     | F     | F     |       |       |       |       |
| Omnium maschile                  |       |       |       |       |       |       |       |       |       | SR    | TR    | ER    | PR    |       |       |       |       |       |       |       |       |       |       |
| Velocità maschile                |       |       |       |       |       |       | P     | P     | P     | P     | ¼     | ¼     | ¼     | ½     | F     | F     |       |       |       |       |       |       |       |
| Inseguimento a squadre maschile  | P     | P     | P     | ½     | ½     | ½     | F     | F     | F     |       |       |       |       |       |       |       |       |       |       |       |       |       |       |
| Velocità a squadre maschile      |       |       |       | P     | ½     | F     |       |       |       |       |       |       |       |       |       |       |       |       |       |       |       |       |       |
| Keirin femminile                 |       |       |       |       |       |       | P     | P     | P     | ¼     | ½     | F     | F     |       |       |       |       |       |       |       |       |       |       |
| Americana femminile              |       |       |       |       |       |       |       |       |       |       |       |       |       | F     | F     | F     |       |       |       |       |       |       |       |
| Omnium femminile                 |       |       |       |       |       |       |       |       |       |       |       |       |       |       |       |       |       |       |       | SR    | TR    | ER    | PR    |
| Velocità femminile               |       |       |       |       |       |       |       |       |       |       |       |       |       | P     | P     | P     | ¼     | ¼     | ¼     | ½     | ½     | F     | F     |
| Inseguimento a squadre femminile | P     | P     | P     | ½     | F     | F     |       |       |       |       |       |       |       |       |       |       |       |       |       |       |       |       |       |
| Velocità a squadre femminile     | P     | ½     | F     |       |       |       |       |       |       |       |       |       |       |       |       |       |       |       |       |       |       |       |       |

## Podi

### Uomini
| Evento                            | Oro                                                                            | Prestazione | Argento                                                                     | Prestazione | Bronzo                                                                          | Prestazione |
| Ciclismo su strada                |                                                                                |             |                                                                             |             |                                                                                 |             |
| Corsa in linea (dettagli)         | Richard Carapaz                                                                | 6h05'26"    | Wout Van Aert                                                               | a 1'07"     | Tadej Pogačar                                                                   | s.t.        |
| Corsa a cronometro (dettagli)     | Primož Roglič                                                                  | 55'04"      | Tom Dumoulin                                                                | a 1'01"     | Rohan Dennis                                                                    | a 1'03"     |
| Ciclismo su pista                 |                                                                                |             |                                                                             |             |                                                                                 |             |
| Inseguimento a squadre (dettagli) | Italia Simone Consonni Filippo Ganna Francesco Lamon Jonathan Milan            | 3'42"032    | Danimarca Lasse Norman Hansen Niklas Larsen Frederik Madsen Rasmus Pedersen | 3'42"203    | Australia Kelland O'Brien Sam Welsford Leigh Howard Luke Plapp Alexander Porter | raggiunti   |
| Velocità (dettagli)               | Harrie Lavreysen                                                               |             | Jeffrey Hoogland                                                            |             | Jack Carlin                                                                     |             |
| Velocità a squadre (dettagli)     | Paesi Bassi Roy van den Berg Harrie Lavreysen Jeffrey Hoogland Matthijs Buchli | 41"369      | Gran Bretagna Ryan Owens Jack Carlin Jason Kenny                            | 44"589      | Francia Florian Grengbo Sebastien Vigier Rayan Helal                            | 42"331      |
| Keirin (dettagli)                 | Jason Kenny                                                                    |             | Azizulhasni Awang                                                           | +0"763      | Harrie Lavreysen                                                                | +0"773      |
| Americana (dettagli)              | Danimarca Lasse Norman Hansen Michael Mørkøv                                   | 43 p.       | Gran Bretagna Ethan Hayter Matthew Walls                                    | 40 p.       | Francia Benjamin Thomas Donavan Grondin                                         | 40 p.       |
| Omnium (dettagli)                 | Matthew Walls                                                                  | 153 p.      | Campbell Stewart                                                            | 129 p.      | Elia Viviani                                                                    | 124 p.      |
| Mountain bike                     |                                                                                |             |                                                                             |             |                                                                                 |             |
| Cross country (dettagli)          | Thomas Pidcock                                                                 | 1h25'14"    | Mathias Flückiger                                                           | a 20"       | David Valero                                                                    | a 34"       |
| BMX                               |                                                                                |             |                                                                             |             |                                                                                 |             |
| Corsa BMX (dettagli)              | Niek Kimmann                                                                   | 39"053      | Kye Whyte                                                                   | 39"167      | Carlos Ramírez                                                                  | 40"572      |
| BMX freestyle (dettagli)          | Logan Martin                                                                   | 93,30 p.    | Daniel Dhers                                                                | 92,05 p.    | Declan Brooks                                                                   | 90,80 p.    |

### Donne
| Evento                            | Oro                                                                | Prestazione | Argento                                                                         | Prestazione | Bronzo                                                                           | Prestazione |
| Ciclismo su strada                |                                                                    |             |                                                                                 |             |                                                                                  |             |
| Corsa in linea (dettagli)         | Anna Kiesenhofer                                                   | 3h52'45"    | Annemiek van Vleuten                                                            | a 1'15"     | Elisa Longo Borghini                                                             | a 1'29"     |
| Corsa a cronometro (dettagli)     | Annemiek van Vleuten                                               | 30'13"49    | Marlen Reusser                                                                  | a 57"       | Anna van der Breggen                                                             | a 1'02"     |
| Ciclismo su pista                 |                                                                    |             |                                                                                 |             |                                                                                  |             |
| Inseguimento a squadre (dettagli) | Germania Franziska Brausse Lisa Brennauer Lisa Klein Mieke Kroeger | 4'04"249    | Gran Bretagna Katie Archibald Laura Kenny Neah Evans Josie Knight Elinor Barker | 4'10"607    | Stati Uniti Megan Jastrab Jennifer Valente Chloe Dygert Emma White Lily Williams | 4'08"040    |
| Velocità (dettagli)               | Kelsey Mitchell                                                    |             | Olena Starikova                                                                 |             | Lee Wai Sze                                                                      |             |
| Velocità a squadre (dettagli)     | Cina Bao Shanju Zhong Tianshi                                      | 31"895      | Germania Lea Sophie Friedrich Emma Hinze                                        | 31"980      | ROC Dar'ja Šmelëva Anastasija Vojnova                                            | 32"252      |
| Keirin (dettagli)                 | Shanne Braspennincx                                                |             | Ellesse Andrews                                                                 | +0"061      | Lauriane Genest                                                                  | +0"148      |
| Americana (dettagli)              | Gran Bretagna Katie Archibald Laura Kenny                          | 78 p.       | Danimarca Amalie Dideriksen Julie Leth                                          | 35 p.       | ROC Gulnaz Khatuntseva Marija Novolodskaja                                       | 26 p.       |
| Omnium (dettagli)                 | Jennifer Valente                                                   | 124 p.      | Yumi Kajihara                                                                   | 110 p.      | Kirsten Wild                                                                     | 108 p.      |
| Mountain bike                     |                                                                    |             |                                                                                 |             |                                                                                  |             |
| Cross country (dettagli)          | Jolanda Neff                                                       | 1:15:46     | Sina Frei                                                                       | 1:16:57     | Linda Indergand                                                                  | 1:17:05     |
| BMX                               |                                                                    |             |                                                                                 |             |                                                                                  |             |
| Corsa BMX (dettagli)              | Bethany Shriever                                                   | 44"358      | Mariana Pajón                                                                   | 44"448      | Merel Smulders                                                                   | 44"721      |
| BMX freestyle (dettagli)          | Charlotte Worthington                                              | 97,50 p.    | Hannah Roberts                                                                  | 96,10 p.    | Nikita Ducarroz                                                                  | 89,20 p.    |

## Medagliere
| Pos.   | Paese         | Oro | Argento | Bronzo | Totale |
| ------ | ------------- | --- | ------- | ------ | ------ |
| 1      | Gran Bretagna | 6   | 4       | 2      | 12     |
| 2      | Paesi Bassi   | 5   | 3       | 4      | 12     |
| 3      | Svizzera      | 1   | 3       | 2      | 6      |
| 4      | Danimarca     | 1   | 2       | 0      | 3      |
| 5      | Stati Uniti   | 1   | 1       | 1      | 3      |
| 6      | Germania      | 1   | 1       | 0      | 2      |
| 7      | Australia     | 1   | 0       | 2      | 3      |
| 7      | Italia        | 1   | 0       | 2      | 3      |
| 9      | Slovenia      | 1   | 0       | 1      | 2      |
| 9      | Canada        | 1   | 0       | 1      | 2      |
| 11     | Austria       | 1   | 0       | 0      | 1      |
| 11     | Ecuador       | 1   | 0       | 0      | 1      |
| 11     | Cina          | 1   | 0       | 0      | 1      |
| 14     | Nuova Zelanda | 0   | 2       | 0      | 2      |
| 15     | Colombia      | 0   | 1       | 1      | 2      |
| 16     | Belgio        | 0   | 1       | 0      | 1      |
| 16     | Venezuela     | 0   | 1       | 0      | 1      |
| 16     | Malaysia      | 0   | 1       | 0      | 1      |
| 16     | Giappone      | 0   | 1       | 0      | 1      |
| 16     | Ucraina       | 0   | 1       | 0      | 1      |
| 21     | ROC           | 0   | 0       | 2      | 2      |
| 21     | Francia       | 0   | 0       | 2      | 2      |
| 23     | Spagna        | 0   | 0       | 1      | 1      |
| 23     | Hong Kong     | 0   | 0       | 1      | 1      |
| Totale | Totale        | 22  | 22      | 22     | 66     |